# Róa
Róa – singel islandzkiego duetu muzycznego Væb, wydany 17 stycznia 2025 nakładem wytwórni Alda Music. Kompozycja reprezentowała Islandię w 69. Konkursie Piosenki Eurowizji (2025).

## Konkurs Piosenki Eurowizji
17 stycznia utwór znalazł się na liście islandzkich preselekcji Söngvakeppnin 2025. 8 lutego z pierwszego półfinału piosenka zakwalifikowała się do finału, zdobywszy 12 649 głosów. 22 lutego zwyciężyła w finale preselekcji, zdobywając łącznie 167 punktów w głosowaniu jurorów i telewidzów, uzyskując tym samym prawo do reprezentowania Islandii w Konkursie Piosenki Eurowizji 2025. Utwór został zaprezentowany podczas pierwszego półfinału 13 maja i awansował do finału.

### Odbiór
Przed preselekcjami islandzki tygodnk DV zaczął informować, że utwór został oskarżony o plagiat utworu „Hatunat Hashana” w wykonaniu izraelskich piosenkarzy Ejala Golana i Itaja Lewi'ego. Duet zaprzeczył doniesieniom a zespół odpowiedzialny za preselekcje Söngvakeppnin zwrócił się do Islandzkiego Towarzystwa Autorów i Kompozytorów z prośbą o zweryfikowanie utworu. Po zwycięstwie w preselekcjach Ofir Kohen, który odpowiada za tekst piosenki „Hatunat Hashana” zwrócił się do Europejskiej Unii Nadawców z prośbą o zdyskwalifikowanie utworu z konkursu. 27 stycznia 2025 islandzki nadawca Ríkisútvarpið (RÚV) opublikował raport w którym stwierdzili, że utwór nie jest plagiatem.

## Notowania
| Kraj            | Lista (2025)                      | Najwyższa pozycja |
| --------------- | --------------------------------- | ----------------- |
| Austria         | Ö3 Austria Top 40                 | 40                |
| Finlandia       | Suomen virallinen lista – Singlet | 21                |
| Grecja          | IFPI Greece International         | 76                |
| Holandia        | Single Top 100                    | 57                |
| Islandia        | Tónlistinn                        | 1                 |
| Litwa           | Singlų Top 100                    | 28                |
| Norwegia        | VG-lista                          | 50                |
| Szwajcaria      | Singles Top 100                   | 12                |
| Szwecja         | Sverigetopplistan                 | 9                 |
| Wielka Brytania | UK Download Chart                 | 32                |
| Wielka Brytania | UK Singles Sales                  | 33                |